# Paranthropus robustus
Paranthropus robustus es un homínido fósil que vivió en Sudáfrica hace entre 2 y 1,2 millones de años, en las edades Gelasiense y Calabriense (Pleistoceno inferior a medio). Fue la primera especie descubierta del género Paranthropus, aunque durante un tiempo se consideró perteneciente al género Australopithecus.

## Características
La denominación de robustus se debe a que los primeros hallazgos, en el sur de África, eran restos de mandíbula de gran tamaño, lo que hizo pensar que el resto del cuerpo sería enorme. Pero los descubrimientos han rechazado esta teoría, y P. robustus tenía una corpulencia similar a la de sus antepasados Australopithecus.
Tenía un gran aparato masticador, que antes se creía que era producto de una especialización alimenticia en raíces y semillas, pero estudios recientes indican que su alimentación habría sido más variada, como diversos tipos de pastos, semillas y, posiblemente, animales.
Su rostro es achatado, con mejillas más abultadas y mandíbulas menos prominentes que el Australopithecus afarensis. Posee una pequeña cresta ósea, menor que la del Paranthropus boisei, en la parte superior del cráneo.
Había bastante diferencia entre machos y hembras, sobre todo en el desarrollo de las crestas, ausentes o muy poco marcadas en las hembras.
Los machos pesaban unos 40 kilos (kg) y las hembras alrededor de 32 kg. En cuanto a su estatura, también había grandes diferencias: el macho mediría alrededor de 1,35 metros (m) y las hembras 1,10 m.
La especie Paranthropus robustus sólo ha sido hallada en Sudáfrica, y su especialización parece ser menor que la de su primo el Paranthropus boisei, quizás porque no vivió en ambientes tan secos como aquel.
La vida del Paranthropus robustus se desarrolló en un periodo 2 y 1,2 millones de años por lo que también pudo convivir con otras especies de nuestro linaje.

## Yacimientos
Los principales yacimientos de esta especie son los de Kromdraai, Swartkrans, Drimolen, caverna Gondolin y Coopers. En la gruta de Swartkrans se hallaron los restos de 130 individuos; el estudio de su dentición reveló que la edad media de estos homínidos era solo de 17 años.